# Strobilanthes scabridus
Strobilanthes scabridus är en akantusväxtart som beskrevs av Ridley. Strobilanthes scabridus ingår i släktet Strobilanthes och familjen akantusväxter. Inga underarter finns listade i Catalogue of Life.